# Chris Warren Jr.
Chris Warren Jr. (Indianapolis, Indiana, 1990. január 15. –) amerikai színész.
Legismertebb alakítása Zeke Baylor a 2006-os Szerelmes hangjegyek, 2007-es Szerelmes hangjegyek 2. és a 2008-as High School Musical 3. – Végzősök című filmekben. Ezen kívül az Alvin és a mókusok 2. című filmben is szerepelt.

## Pályafutása
Warren első filmje a 2000-es Nem adok kosarat! volt. 2004 és 2005 között Jimmy Ramírezt alakította a Gazdagok és szépek című sorozatban. Vendégszerepelt a Just Jordan című sorozatban. 2006-ban szerepelt a Szerelmes hangjegyek című filmben. Majd megismételte a szerepét, a Szerelmes hangjegyek 2. és a High School Musical 3. – Végzősök filmekben. 2009-ben szerepelt az Alvin és a mókusok 2. című filmben.

## Magánélete
Warren Indianapolisban született. Édesapja idősebb Christopher Warren, édesanyja Brook Kerr színésznő.

## Filmográfia

### Film
| Év   | Magyar cím                        | Eredeti cím                               | Szerep            | Magyar hang     |
| ---- | --------------------------------- | ----------------------------------------- | ----------------- | --------------- |
| 2017 |                                   | (Romance) In the Digital Age              | Marcellus Roberts |                 |
| 2009 | Alvin és a mókusok 2.             | Alvin and the Chipmunks 2: The Squeakquel | Xander            | Papp Dániel     |
| 2008 | High School Musical 3. – Végzősök | High School Musical 3: Senior Year        | Zeke Baylor       | Gacsal Ádám     |
| 2007 | Szerelmes hangjegyek 2.           | High School Musical 2                     | Zeke Baylor       | Gacsal Ádám     |
| 2006 | Szerelmes hangjegyek              | High School Musical                       | Zeke Baylor       | Heisz Krisztián |
| 2005 | Amerikai fegyver                  | American Gun                              | Marcus            |                 |
| 2000 |                                   | Shoe Shine Boys                           | Witness           |                 |
| 2000 | Férfibecsület                     | Men of Honor                              | Fiatal Carl       |                 |
| 2000 | Nem adok kosarat!                 | Love & Basketball                         | Kelvin            |                 |

### Televízió
| Év        | Magyar cím             | Eredeti cím                 | Szerep        | Megjegyzések                      |
| --------- | ---------------------- | --------------------------- | ------------- | --------------------------------- |
| 2019      |                        | Grand Hotel                 | Jason Parker  | főszereplő                        |
| 2015      |                        | The Fosters                 | Ty Hensdale   | 1 epizód                          |
| 2012      |                        | The Inbetweeners            | Darius Hill   | 1 epizód: The Masters             |
| 2011      | Sok sikert, Charlie!   | Good Luck Charlie           | Justin        | 1 epizód: A szerelem szárnyán     |
| 2010–2011 | R.J. Berger – Hard kor | The Hard Times of RJ Berger | Patterson     | mellékszereplő                    |
| 2007      |                        | Just Jordan                 | Critter       | 1 epizód: Critter Is Buggin       |
| 2005      |                        | The Bernie Mac Show         | Jason         | 1 epizód: What Would Jason Do?    |
| 2005      | Zoey 101               | Zoey 101                    | Darrell       | 1 epizód: Webcam" & "Spring Fling |
| 2004–2005 | Gazdagok és szépek     | The Bold and the Beautiful  | Jimmy Ramirez | 4 epizód                          |
| 1999      |                        | Becker                      | Rob           | 1 epizód: He Said, She Said       |